# Clémence Garcia
Pour les articles homonymes, voir Garcia.
Clémence Garcia, née le 20 janvier 1997 à Montpellier (Hérault), est une joueuse française de volley-ball évoluant au poste de centrale.

## Biographie

### Carrière
Sa carrière professionnelle débute lors la saison 2017-2018 sous les couleurs du Béziers Volley. Avec les Angels, elle est finaliste de la Coupe de France 2018 et remporte le Championnat de France 2017-2018, représentant le premier dans l'histoire du club héraultais.
De 2018 à 2020, elle joue pour le club belge de Charleroi évoluant en Ligue A.
En 2020, elle signe un contrat en faveur du club de Saint-Raphaël avant d'être recrutée par le Mo Mougins la saison suivante et avec lequel elle dispute le Championnat Élite 2021-2022 (2e division nationale).
En février 2023, elle rejoint la Serie A1 italienne et le club de Pérouse.
A l'intersaison 2023, elle s'engage pour le club finlandais du LP Viesti Salo, et est désignée comme l'une des meilleures bloqueuses du championnat 2023 - 2024.

### Équipe nationale
En 2018, elle est appelée en équipe de France pour la première fois par le sélectionneur Émile Rousseaux et participe à la Ligue européenne ainsi qu'aux Jeux méditerranéens,,.

## Clubs
- Béziers Volley (2017–2018)
- Charleroi Volley (2018–2020)
- Saint-Raphaël Var (2020–2021)
- Mo Mougins (2021–2022)
- WP Pérouse Volley (fév.2023–2023)
- LP Viesti Salo (2023–2024)
- VC Marcq-en-Barœul (2024–)

## Palmarès
- Championnat de France (1) :
  - Vainqueur : 2018.

- Coupe de France :
  - Finaliste : 2018.